# Chlamydoselachus garmani
Chlamydoselachus garmani è una specie estinta di grande squalo dal collare che visse durante il Miocene. Sono stati trovati fossili in Germania.

## Descrizione
I denti di Chlamydoselachus garmani sono quasi il doppio delle dimensioni del Chlamydoselachus anguineus esistente, il che lo rende lungo tra i 2,7 e i 3,6 m. Le radici dei suoi denti sono meso-distalmente e labio-lingualmente corte.